# Матвеев, Виктор Васильевич
Ви́ктор Васи́льевич Матве́ев (1930—?) — директор СНИИП (1974—1997), дважды лауреат Государственной премии СССР (1973 и 1984). Заслуженный работник промышленности СССР (1990).

## Биография
Родился  23 июля 1930 г. в Сталино (Донецке).
Окончил Московский инженерно-физический институт (1953).  В 1954—1958 в ИАЭ: старший лаборант, младший научный сотрудник.
С 1958 г. в СНИИП (Союзный научно-исследовательский институт приборостроения): начальник лаборатории, гл. инженер, зам. директора по научной работе (1962—1973), и. о. директора (04.1973-06.1974), директор (1974—1992), генеральный директор (1992—1997). С 1997 почетный директор и научный руководитель НИЦ «СНИИП».
Семья: жена, две дочери.

## Научные труды
Специалист в области ядерного приборостроения.
Во второй половине 1960-х гг. читал в МИФИ курс лекций «Дозиметрические и радиометрические приборы».

### Книги
- Приборы для измерения ионизирующих излучений [Текст] : Основы теории и проектирование : [Для втузов] / В. В. Матвеев, Б. И. Хазанов. — 2-е изд., перераб. — Москва : Атомиздат, 1972. — 695 с. : ил.; 22 см.
- Приборы для измерения ионизирующих излучений [Текст] : (Основы теории и проектирования) : [Учебное пособие для вузов] / В. В. Матвеев, Б. И. Хазанов. — Москва : Атомиздат, 1967. — 707 с., 1 л. диагр. : ил.; 22 см.
- Основы теории измерений [Текст] / В. И. Бурьян, В. И. Глаголев, В. В. Матвеев. — Москва : Атомиздат, 1977. — 200 с. : ил.; 21 см. — (Радиометры : Основы теории, построение, схемотехника и метрология; № 5).
- Ядерное приборостроение : [Сб. статей] / Союз. НИИ приборостроения; [Редкол.: Матвеев В. В. (гл. ред.) и др.]. — М. : Атомиздат. — 21 см. Вып. 3(41). Вопросы атомной науки и техники. — М. : Атомиздат, 1979. — 212 с. : схем.

## Награды и звания
Кандидат физико-математических наук (1958), доктор технических наук (1963), профессор (1966).
Дважды лауреат Государственной премии СССР (1973, 1984). Заслуженный работник промышленности СССР (1990). Награждён орденами Ленина (1966), Трудового Красного Знамени (1977), «За заслуги перед Отечеством» 4-й степени (1995) и медалями.